# Andrzej Wałkowski
Andrzej Wałkowski (ur. 5 lutego 1946) – polski lekkoatleta, skoczek w dal, medalista mistrzostw Polski, reprezentant Polski.

## Kariera sportowa
Był zawodnikiem Calisii.
Na mistrzostwach Polski seniorów na otwartym stadionie zdobył jeden brązowy medal w skoku w dal: w 1973. 
W latach 1966–1969 wystąpił w pięciu meczach międzypaństwowych, odnosząc jedno zwycięstwo indywidualne (w 1968 przeciwko Szwajcarii).
Rekord życiowy w skoku w dal: 7,86 (25.05.1975).